# IC 4746
IC 4746 је галаксија у сазвјежђу Паун која се налази на листи објеката дубоког неба у Индекс каталогу.
Деклинација објекта је - 72° 40' 16" а ректасцензија 18h 45m 55,0s. Привидна величина (магнитуда) објекта IC 4746 износи 15,2 а фотографска магнитуда 16,0. IC 4746 је још познат и под ознакама ESO 45-14, PGC 62371.